# Dirichlet-energie
In de wiskunde is de Dirichlet-energie een maat voor de "variatie" van een functie.  Meer abstract is het een kwadratische functionaal op de Sobolev-ruimte {\displaystyle H^{1}}. De Dirichlet-energie is nauw verbonden met de  Laplace-vergelijking en is genoemd naar de  Duitse wiskundige Johann Dirichlet.

## Definitie
Gegeven een open verzameling {\displaystyle \Omega \subset \mathbb {R} ^{n}} en een functie {\displaystyle u:\Omega \to \mathbb {R} }, dan is de Dirichlet-energie van u gedefinieerd door
{\displaystyle E[u]={\frac {1}{2}}\int _{\Omega }|\nabla u(x)|^{2}\,\mathrm {d} V,}

## Eigenschappen en toepassingen
Aangezien de Dirichlet-energie de integraal is van een niet-negatieve grootheid, is zij zelf ook niet-negatief, d.w.z.
{\displaystyle E[u]\geq 0}
voor elke functie u.
Het oplossen van de Laplace-vergelijking
{\displaystyle \Delta u(x)=0{\text{ vor alle }}x\in \Omega }
(met geschikte randvoorwaarden) is equivalent aan het oplossen van het probleem uit de variatierekening van het vinden van een functie u die aan de randvoorwaarden voldoet en minimale Dirichlet-energie heeft. Zo'n oplossing heet een harmonische functie en deze zijn het onderwerp van studie in de potentiaaltheorie.